# Organum
För andra betydelser, se Organum (musikinstrument).
Organum är en benämning på olika former av den äldsta europeiska flerstämmigheten, ursprungligen vanligen tvåstämmig.
Gemensamt för dessa är att huvudstämman, vox principalis eller tenor, alltid utgörs av en liturgisk melodi. Den mest elementära typen är parallellorganum, där motstämman, vox organalis, rör sig antingen i kvinter eller i kvarter under tenorstämman. Dessa kvinter eller kvarter kan dock ibland utgå från och utmynna i enklang. Bägge stämmorna kunde oktavförstärkas. De tidigaste omnämnandena av dessa organa härrör från 800-talet, möjligen praktiserades de som parafoni redan i Rom under 600-talet. Den engelska arten gymel är liknande, men grundar sig på parallellförda terser. Organum var ursprungligen en improviserad form; medan en sångare utförde en noterad melodi ("vox principalis") bidrog den andre sångaren på gehör med en andra melodi ("vox organalis"). Efter hand började kompositörer tänka ut och skriva ner andrastämmor som inte endast var transponeringar, och detta skulle bli den riktiga polyfonins födelse.
Under 1000-talet och början av 1100-talet görs stämföringen friare genom motrörelse och stämkorsning, men i stort sett bibehålls skrivsättet "not mot not",; och från och med nu är tenorstämman den nedersta. I 1100-talets organum och fram till 1200-talets rör sig motstämman ofta i kortare eller längre melismer över var och en av tenorens toner, som därför utsträcks i tid till en sådan längd att den gregorianska melodien den utgörs av förlorar sin melodiska verkan; den får karaktär av orgelpunkt.
Satstyper som liknar organum har senare iakttagits inom flera världsdelars folkmusik, och därför har termen organum även använts som generell beteckning på dylik flerstämmig praxis, i synnerhet av typen parallellorganum.